# Lago Nipishish
O lago Nipishish é um lago de água doce localizado em Labrador, na província de Terra Nova e Labrador, Canadá.